# BMW i4
El BMW i4 es un automóvil eléctrico fabricado por BMW.
Hay varias versiones; la de mayor capacidad tiene dos motores, uno por eje, que le proporcionan tracción total.
En la versión M50, el centro de gravedad queda 1,3 pulgadas (3,3 cm) más abajo que en un BMW Serie 3,[cita requerida] mientras que el peso se distribuye 50% a cada eje.

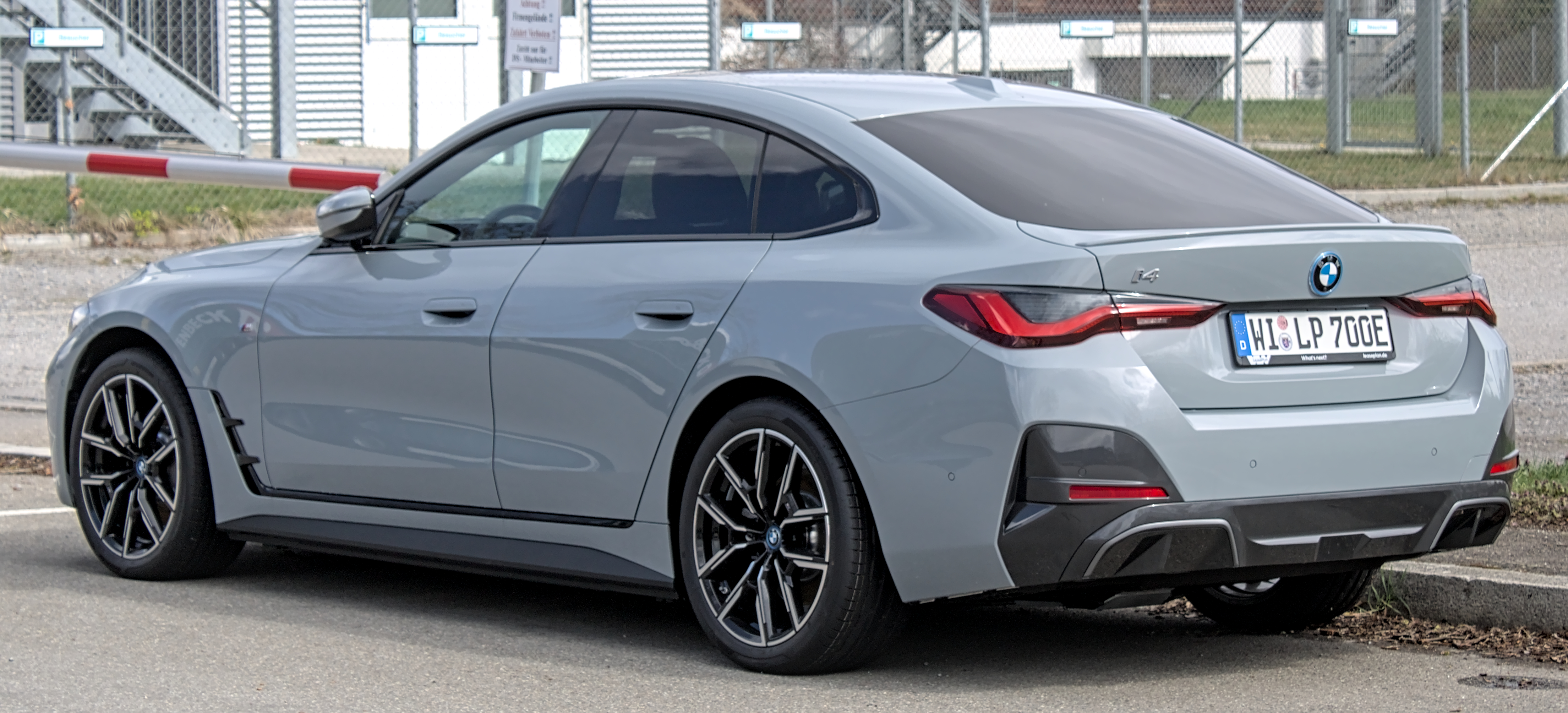
Vista lateral-trasera
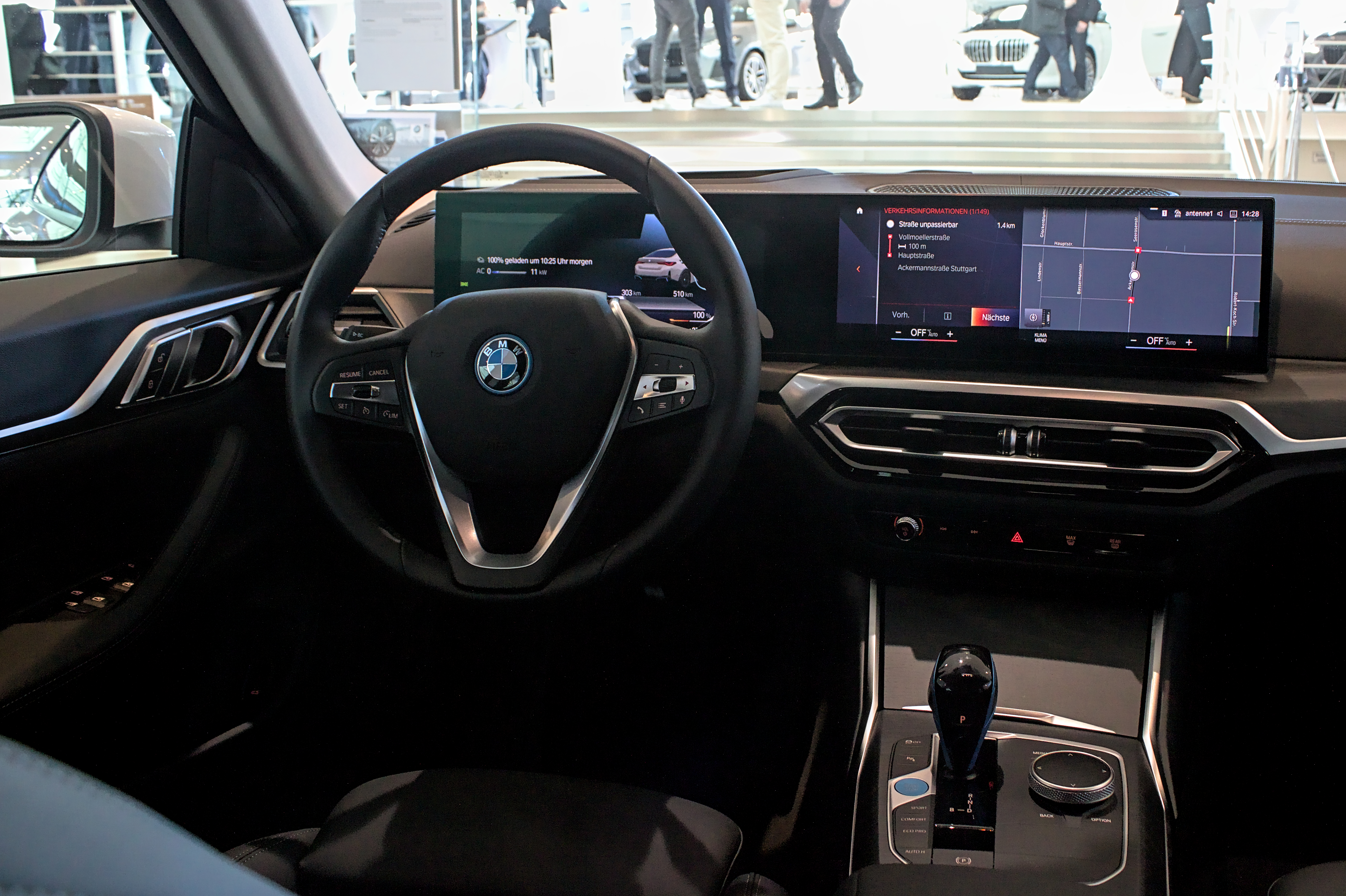
En Stuttgart-Vaihingen an der Enz
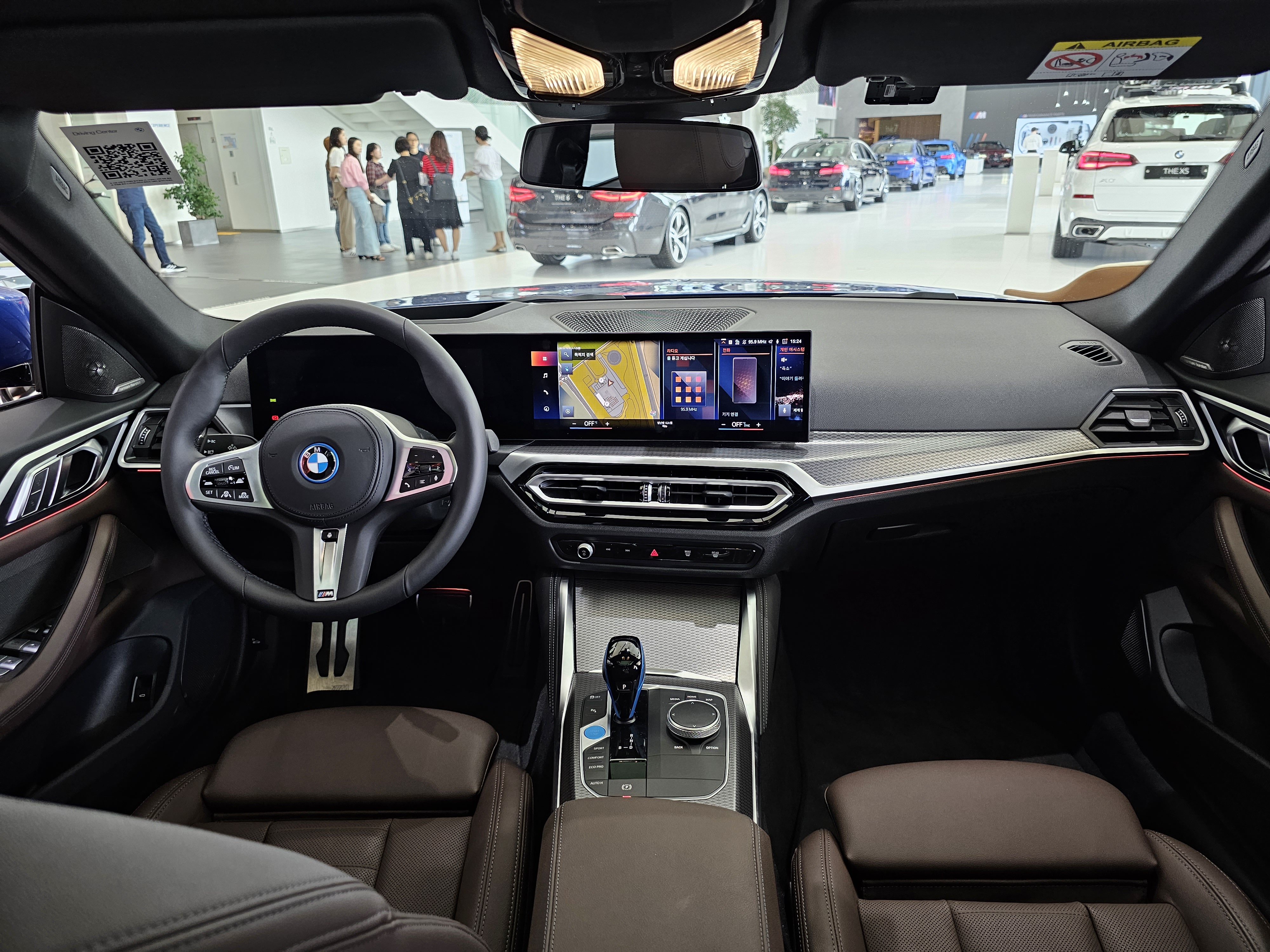
Interior del G26E en piel Mocha Vernasca